# Sztárcsatárok
A Sztárcsatárok (eredeti cím: Supa Strikas) 2008-től 2020-ig futott malajziai–dél-afrikai televíziós 2D-s számítógépes animációs sport sorozat, amelyet Alex Kramer alkotott és Bruce Legg rendezett.
Magyarországon a Megamax 2012. július 28. mutatta be. 2016. május 23-án a Disney Channel is bemutatta Supa Strikas néven. Az M2 is bemutatta 2016. május 14-én Supa Strikas – Fociláz címen. 2024. március 24-én a Kölyökklub is bemutatta (a Disney Channel által vetítette szinkronnal).

## Ismertető
A világ legnagyobb focicsapatának a középpontjában a csapat ifjú csatára áll, aki Shakes. Róla sokan azt gondolják, hogy a világ legjobb csatára. De a csapattársaival együtt az nekik még csak a kezdet, hogy a legjobb csatárok. Shakes vezet, amellyel a csapata az ismeretlent is megismeri. Mexikótól Kínáig megismerik a játék gyökereit. Arra törekszenek, hogy megfeleljenek a múlt és a jelen legnagyobb játékosainak. Megpróbálnak szembeszállni olyan edzőkkel és csapatokkal, akik a leggátlástalanabbak.

## Szereplők

### Főszereplők
| Szereplő                             | Eredeti hang  | Magyar hang | Magyar hang     | Magyar hang      |
| Szereplő                             | Eredeti hang  | Megamax     | M2              | Disney Channel   |
| ------------------------------------ | ------------- | ----------- | --------------- | ---------------- |
| Samuel Shakes                        | Nolan Balzer  | N/A         | Joó Gábor       | Markovics Tamás  |
| Jah „Táncoló” Rasta / Jah Raszta     | N/A           | N/A         | Posta Victor    | Pál Tamás        |
| Carlos „El” Matador                  | Kevin Aichele | N/A         | Potocsny Andor  | Megyeri János    |
| Josef „Laza Joe” Garzia / „Menő Joe” | N/A           | N/A         | Molnár Levente  | Czető Roland     |
| Tigris                               | N/A           | N/A         | Előd Álmos      | Kántor Zoltán    |
| Jozef „Blok” Rybar                   | N/A           | N/A         | Orosz Gergely   | Fehérváry Márton |
| Killian „Északi” Shaw / „North” Shaw | N/A           | N/A         | Kossuth Gábor   | Fellegi Lénárd   |
| Bojack „Nagy Bo” Anderson            | Corny Rempel  | N/A         | Papucsek Vilmos | N/A              |
| David Ledige edző                    | N/A           | N/A         | Bolla Róbert    | Bognár Tamás     |
| Klaus von Jurgen Ulf Gutentag        | N/A           | N/A         | N/A             | N/A              |
| Eagle Eye                            | N/A           | N/A         | N/A             | N/A              |

### Mellékszereplők
| Szereplő               | Eredeti hang   | Magyar hang | Magyar hang            | Magyar hang                                  |
| Szereplő               | Eredeti hang   | Megamax     | M2                     | Disney Channel                               |
| ---------------------- | -------------- | ----------- | ---------------------- | -------------------------------------------- |
| Spenza                 | N/A            | N/A         | Markovics Tamás        | Potocsny Andor                               |
| Samson „Skarra” Mazuel | N/A            | N/A         | N/A                    | Oroszi Tamás (1.hang) Orosz Gergely (2.hang) |
| Mcqueen                | N/A            | N/A         | Megyeri János          | Tarján Péter                                 |
| Sbu                    | N/A            | N/A         | Seszták Szabolcs       | Kisfalusi Lehel                              |
| Főnök                  | Steed Crandell | N/A         | Bácskai János          | Szabó Endre                                  |
| Nindzsa                | Ryan DeLong    | N/A         | Horváth-Töreki Gergely | Sörös Miklós                                 |
| Szerzetes              | N/A            | N/A         | Varga Rókus            | N/A                                          |
| Ben Zed                | N/A            | N/A         | Bodrogi Attila         | Németh Attila István                         |
| Rob                    | N/A            | N/A         | Fehérváry Márton       | Szentirmai Zsolt                             |
| Kat                    | N/A            | N/A         | Laurinyecz Réka        | Laudon Andrea                                |
| Vince                  | N/A            | N/A         | Bartók László          | Törköly Levente                              |
| Golare                 | N/A            | N/A         | Gubányi György István  | Vári Attila                                  |
| Professzor             | N/A            | N/A         | N/A                    | Gardi Tamás                                  |
| Edwin                  | N/A            | N/A         | N/A                    | Papucsek Vilmos                              |

További magyar hangok (Disney Channel változat): Bogdányi Titanilla, Beratin Gábor, Bor László, Juhász Zoltán, Berecz Kristóf Uwe, Sipos Eszter Anna, Koncz István, Orosz Gergely, Lamboni Anna, Beratin Gábor, Vámos Mónika, Szentirmai Zsolt, Sörös Miklós
További magyar hangok (M2-es változat): Mohácsi Nóra, Sörös Miklós

## Magyar változat
| Magyar szöveg  | Szinkronrendező | Megrendelő és stúdió                                                       | Felolvasó        |
| -------------- | --------------- | -------------------------------------------------------------------------- | ---------------- |
| Vincze Miklós  | Zentai Mária    | A szinkront a Megamax megbízásából a Masterfilm Digital készítette.        | Endrédi Máté     |
| Angyal Andrea  | Nagy Ákos       | A szinkront az MTVA megbízásából a VidArTeam készítette.                   | Zahorán Adrienne |
| Herendi Bálint | Kiss Lajos      | A szinkront a Disney Channel megbízásából az SDI Media Hungary készítette. | Bozai József     |

## Epizódok
| Évad | Évad | Epizódok | Eredeti sugárzás  | Eredeti sugárzás  | Magyar sugárzás     | Magyar sugárzás     | Magyar sugárzás | Magyar sugárzás  | Magyar sugárzás | Magyar sugárzás     | Magyar sugárzás   | Magyar sugárzás   |
| Évad | Évad | Epizódok | Eredeti sugárzás  | Eredeti sugárzás  | Megamax             | Megamax             | M2              | M2               | Disney Channel  | Disney Channel      | Kölyökklub        | Kölyökklub        |
| Évad | Évad | Epizódok | Évadpremier       | Évadfinálé        | Évadpremier         | Évadfinálé          | Évadpremier     | Évadfinálé       | Évadpremier     | Évadfinálé          | Évadpremier       | Évadfinálé        |
| ---- | ---- | -------- | ----------------- | ----------------- | ------------------- | ------------------- | --------------- | ---------------- | --------------- | ------------------- | ----------------- | ----------------- |
|      | 1    | 13       | 2008              | 2008              | 2012. július 28.    | 2012. szeptember 8. | 2016. május 14. | 2016. június 25. | 2016. május 23. | 2016. június 8.     | 2024. március 24. | 2024. március 27. |
|      | 2    | 13       | 2010. június 1.   | 2010. június 1.   | 2012. szeptember 9. | 2012. október 21.   | N/A             | N/A              | 2016. június 9. | 2021. augusztus 27. | 2024. március 27. | 2024. március 30. |
|      | 3    | 13       | 2012. november 1. | 2012. december 1. | 2012. október 27.   | 2012. december 8.   | N/A             | N/A              | N/A             | N/A                 |                   |                   |
|      | 4    | 13       | 2014              | 2015              | 2012. december 9.   | 2013. január 20.    | N/A             | N/A              | N/A             | N/A                 |                   |                   |
|      | 5    | 13       | 2017              | 2017              | Megszűnt            | Megszűnt            | N/A             | N/A              | N/A             | N/A                 |                   |                   |
|      | 6    | 13       | 2018              | 2019              | Megszűnt            | Megszűnt            | N/A             | N/A              | N/A             | N/A                 |                   |                   |
|      | 7    | 13       | 2020              | 2020              | Megszűnt            | Megszűnt            | N/A             | N/A              | N/A             | N/A                 |                   |                   |